# Tanc d'ones

Esquema del dispositiu (en anglès).

Un tanc d'ones és un dispositiu emprat en experiments relacionats amb la propagació de (ona) en un mig líquid, preferentment aigua amb detergent (per disminuir la tensió del fluid).
Donant un bon ús es pot fer que les ones canviïn de forma, si posen dos objectes que obstrueixin el pas de les ones deixant solament una mica d'espai al mig, les ones s'arriben a propagar i generar en forma de cercle.

## Descripció
La base del dispositiu és un contenidor rectangular en el fons del qual s'hi situa un mirall. En un extrem es troba una barra connectada per un braç a un motor elèctric que provoca que la barra realitzi un moviment vertical constant. És possible canviar la freqüència del motor perquè la velocitat de la barra es modifiqui. El contenidor s'emplena amb el líquid.
Sobre tot el conjunt hi ha un emissor de llum el reflex de la qual, reflectida en el mirall, es pot veure en una pantalla sobre el tanc o directament sobre el sostre. Cal mirar cap allà per poder observar els resultats de les experiències.
Per completar els utensilis a emprar en les experiències, s'utilitzen barres metàl·liques planes que es col·loquen sobre la superfície del mirall. Aquestes actuen com a "miralls" on les ones es reflecteixen.